# Słupsk
Pour la gmina, voir Słupsk (gmina).
Słupsk (en cachoube : Stôłpsk ; en allemand : Stolp) est une ville de Pologne, située dans le voïvodie de Poméranie. C'est une ville-powiat et est le chef-lieu du powiat de Słupsk sans se trouver sur son territoire. En 2014, la ville a reçu le prix de l'Europe du Conseil de l'Europe.

## Géographie
La ville se situe sur la rivière Slupia dans le nord-est de la région historique de Poméranie (Poméranie ultérieure), à 110 km environ à l'ouest de Gdańsk et à 190 km au nord-est de Szczecin. La côte Baltique se trouve à 18 kilomètres.

## Histoire

### Moyen Âge

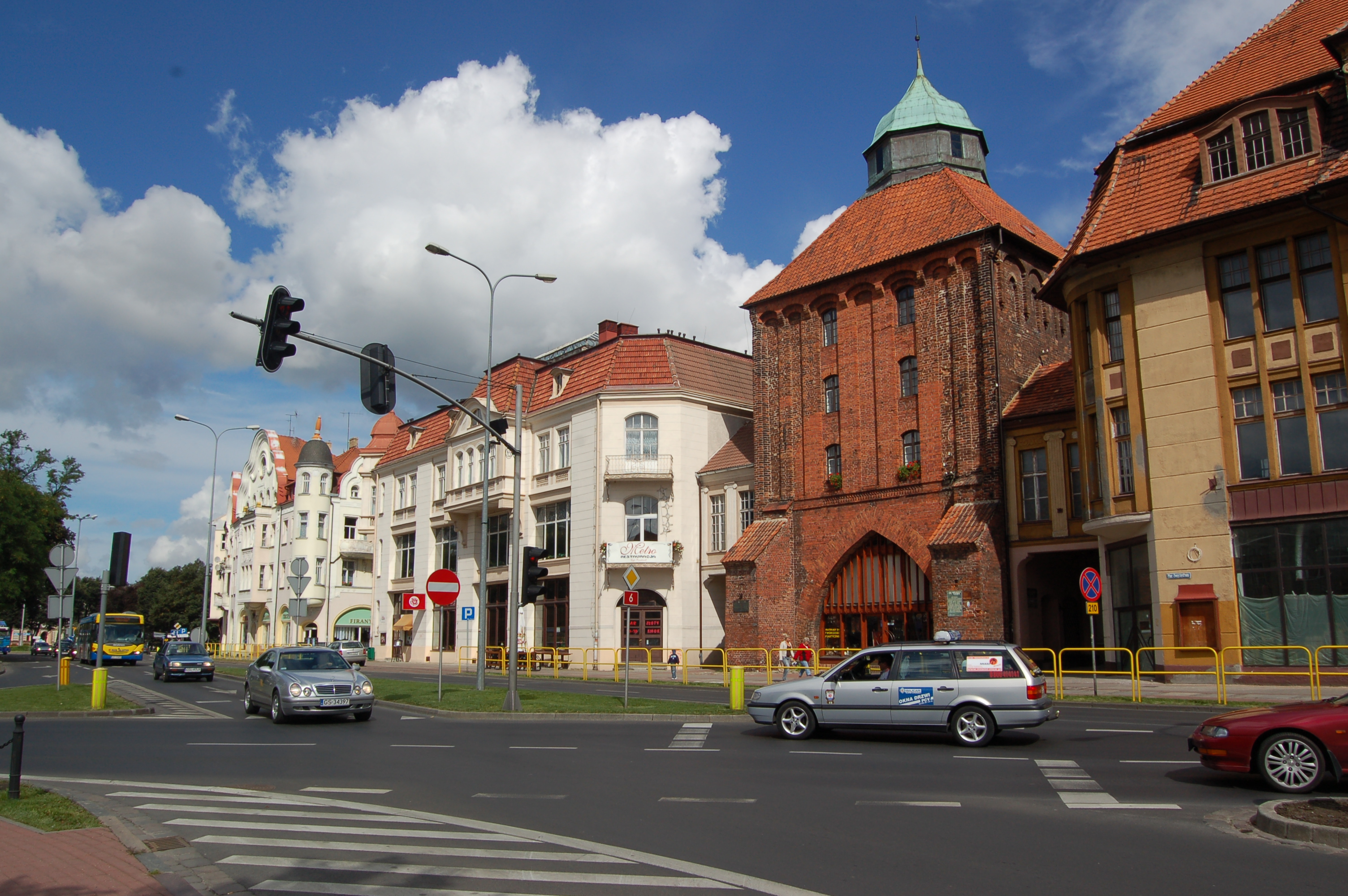
Vue de la Nouvelle Porte

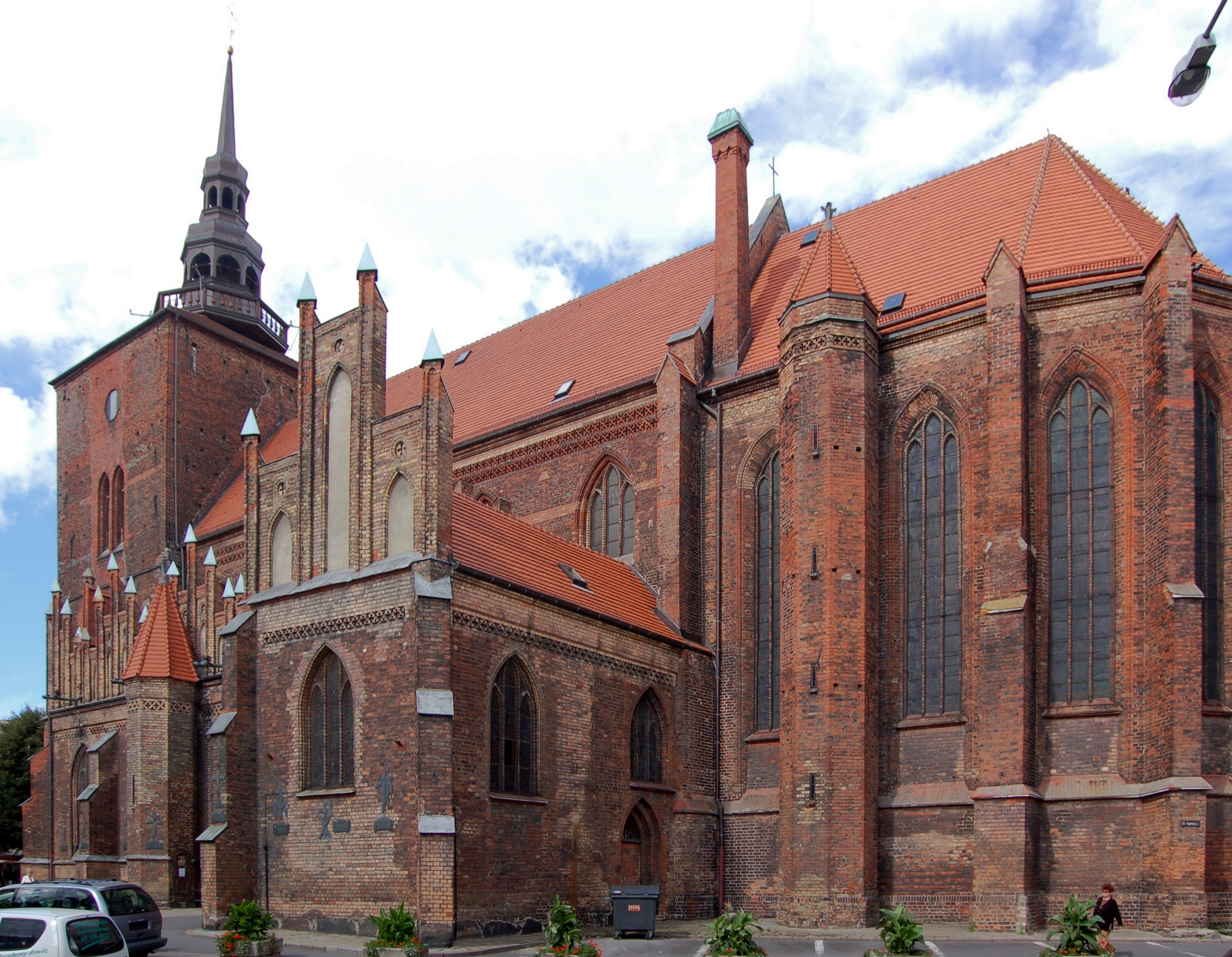
Vue de l'église Sainte-Marie

Des tribus cachoubes demeuraient dans la région au VIIIe siècle ; une colonie s'établit sur la rive droite du Slupia (Słëpiô) au IXe siècle. L'endroit est mentionné sous le nom de village de Slup en 1013. C'était un point de passage entre Gdańsk (Dantzig) et Stargard, aussi fut-il décidé de construire un château fortifié du nom de Stolp au croisement du fleuve Slupia sur l'itinéraire commercial entre Stettin et Dantzig. Cet emplacement convenait à l'édification de fortifications. Depuis le XIIe siècle, Stolp faisait partie du duché de Poméranie, domaine de la dynastie des Griffon d'abord sous influence polonaise, à partir de 1181 un État du Saint-Empire romain. En 1186, les ducs de Poméranie doivent reconnaître la suprématie danoise ; seulement en 1227 ils ont obtenu l'indépendance lors de la bataille de Bornhöved
Les pays de Sławno et de Słupsk, dans l'est du duché de Poméranie, sont dirigés par une lignée collatérale des Griffon, descendants du duc Racibor Ier (« Ratiborides »). Après que la lignée cadette disparait à la mort de Racibor II, ces fiefs sont conquis et annexés vers 1235/1236 par Świętopełk II, duc de Poméranie orientale (« Pomérélie »)  à Gdańsk. Swiatopolk II accorda à Słupsk les privilèges de ville selon le droit de Lübeck en 1265. En 1276, des colons germaniques, dont un grand nombre de négociants, de charpentiers et d'artisans venus de Westphalie et du Holstein, fondèrent une colonie sur la rive gauche du fleuve et deux ans plus tard un couvent de dominicains s'installa.
Après la mort du duc Mestwin II, fils de Świętopełk, sans héritiers en 1294, une longue guerre de succession en Pomérélie a éclaté. Finalement, en 1309, l'accord de Soldin plaça le côté ouest, avec Sławno et Słupsk, sous le pouvoir du puissant margrave Valdemar de Brandebourg, tandis que la partie est et la partie centrale devinrent des possessions de l'ordre Teutonique. Le droit de Lübeck dont jouissait Słupsk fut élargi en 1310 et confirmé à nouveau en 1313. Trois ans plus tard, le duc Warcisław IV de Poméranie récupéra la ville qui surveilla désormais le port fortifié d'Ustka (Stolpmünde) et le village de Charnowo (Arnshagen). Entre 1328 et 1399, Słupsk fut disputée par différents ducs de Poméranie et l'ordre teutonique. Les habitants, pourtant germaniques, refusèrent de se soumettre à l'ordre teutonique et les bourgeois réunirent la somme de 6 766 marks d'argent pour ne pas changer de destin. Ils firent partie de la Ligue hanséatique à partir de 1365. La ville fut frappée par deux incendies particulièrement destructeurs en 1395 et 1477 et par la grande peste à partir de 1478. 
Stolp reçut le droit de battre monnaie en 1368 et fut admise à confirmer ses privilèges en 1410. De 1368 à 1478, la ville était la capitale du duché de Poméranie-Stolp, qui fut intégré en 1648 à l'État de Brandebourg-Prusse. 

### Début des temps modernes
Bogislas (ou Bogusław) X de Poméranie fit reconstruire le château en 1507. La ville fut à nouveau victime d'incendies au XVIe siècle et deux mille personnes périrent de la peste ou à cause d'incendies. La Réforme protestante atteignit Stolpe entre 1521 et 1524 avec des prédicateurs venus de Königsberg. Le couvent dominicain fut dilapidé et l'église Sainte-Marie profanée. De toutes les églises de Stolpe et des villages en dépendant, une seule église demeura catholique.
La ville fut saccagée par les Suédois en 1630, pendant la guerre de Trente Ans, et les troupes de Wallenstein s'en emparèrent en 1637, puis celles du général Banner achèvent de la ruiner totalement. La paix de Westphalie de 1648 attribua finalement Stolp et son arrière-pays de la Poméranie centrale au Brandebourg, ce qui donna naissance à la Prusse quelques décennies plus tard. Son destin fut désormais prussien jusqu'en juillet 1945.

### De 1648 à 1945

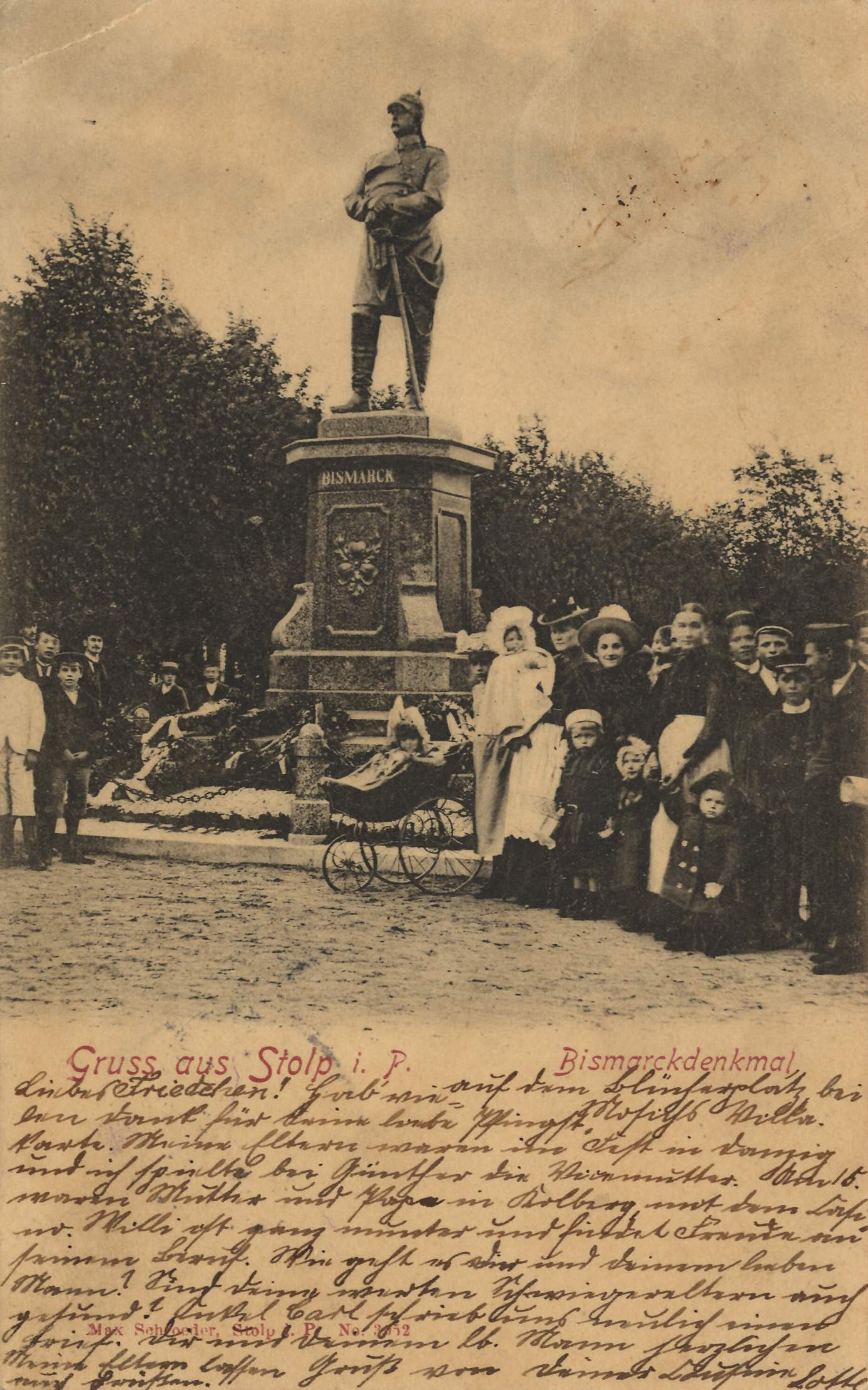
Monument de Bismarck à Stolp, 1902.

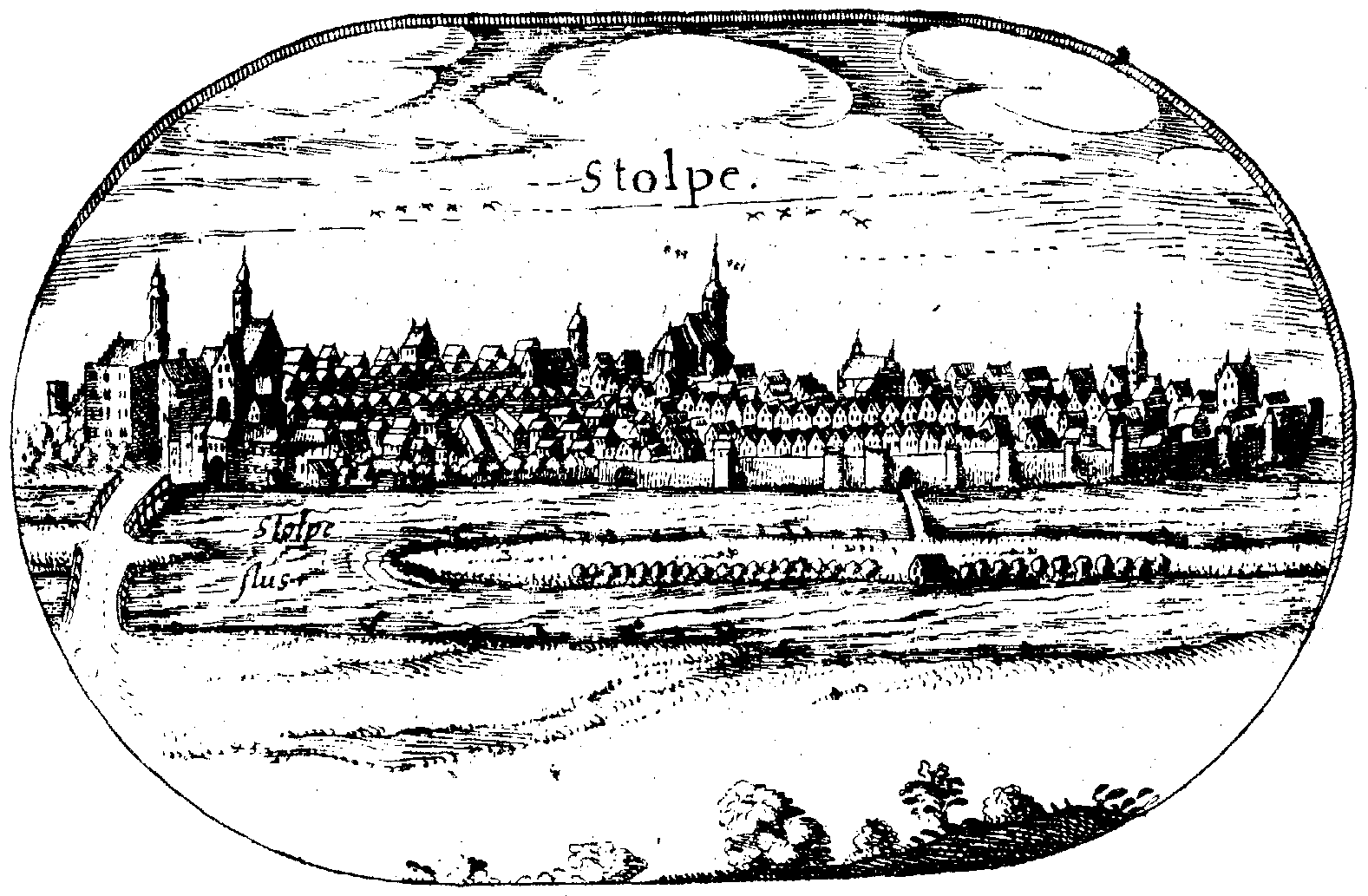
La ville de Stolpe, gravure d'Eilhard Lubinus, 1618.

Un corps de cadets fut créé à Stolpe en 1764, atteignant le nombre de 96 cadets en 1793. L'un de ses éminents professeurs fut le topographe Christian Friedrich Wutstrack. D'autres écoles de cadets furent encore fondées dans le royaume de Prusse, comme à Berlin, Potsdam, Culm, et après 1793 à Kalisch. Wutstrack fit ouvrir une bibliothèque de plusieurs milliers d'ouvrages pour les élèves.
Lors de la Quatrième Guerre de coalition de 1806-1807, Stolpe fut prise par les troupes polonaises à partir du 19 février 1806 pendant une semaine, au moment de l'insurrection de Grande-Pologne. Après le congrès de Vienne, le royaume de Prusse réorganisa ses provinces et son administration. Stolpe fit alors partie de l'arrondissement du même nom, dans le district de Cöslin, dans la province de Poméranie.

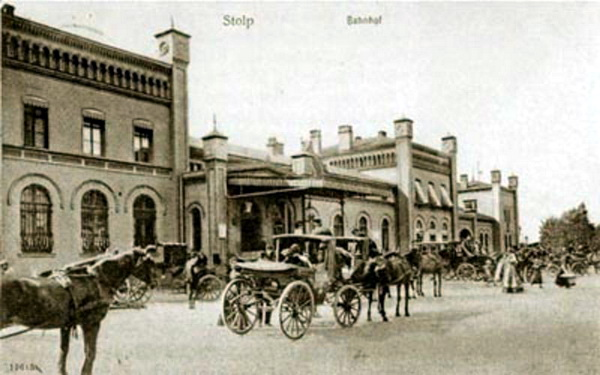
Stolp en 1869

On ouvrit un lycée (Gymnasium) en ville en 1857. Stolp fut reliée au gaz en 1862 et la gare ferroviaire fut inaugurée en 1869. Stolp était située sur la ligne de Cöslin et un an plus tard, elle fut reliée à Sopot. La ligne Stolp-Stolpmünde fut ouverte en 1878. La ville atteignit 26 000 habitants en 1898 et devient ville d'arrondissement. Un nouvel hôtel de ville fut construit en 1899 et inauguré le 4 juillet 1900 ; en 1910, une sculpture monumentale de l'empereur Guillaume Ier fut placée devant. La famille impériale présida à son inauguration. La même année, le tramway fit son apparition en ville, avec quatre voies métriques. Enfin un aérodrome fut ouvert en 1926.
Stolp fut une ville de garnison jusqu'en 1945, ainsi qu'une ville de commerce et d'artisanat. La fabrication de meubles et la broderie étaient des spécialités de la ville pendant l'époque allemande, ainsi que le commerce de l'ambre. Il y avait aussi des usines de machines-outils. Depuis les années 1920, on y fabriquait aussi un genre de camembert allemand issu de l'entreprise de fromagerie d'Heinrich Reimund, dénommé le Stolper Jungchen. Les Polonais ont relancé aujourd'hui sa production à 25 km de la ville, dans le village de Zielin.

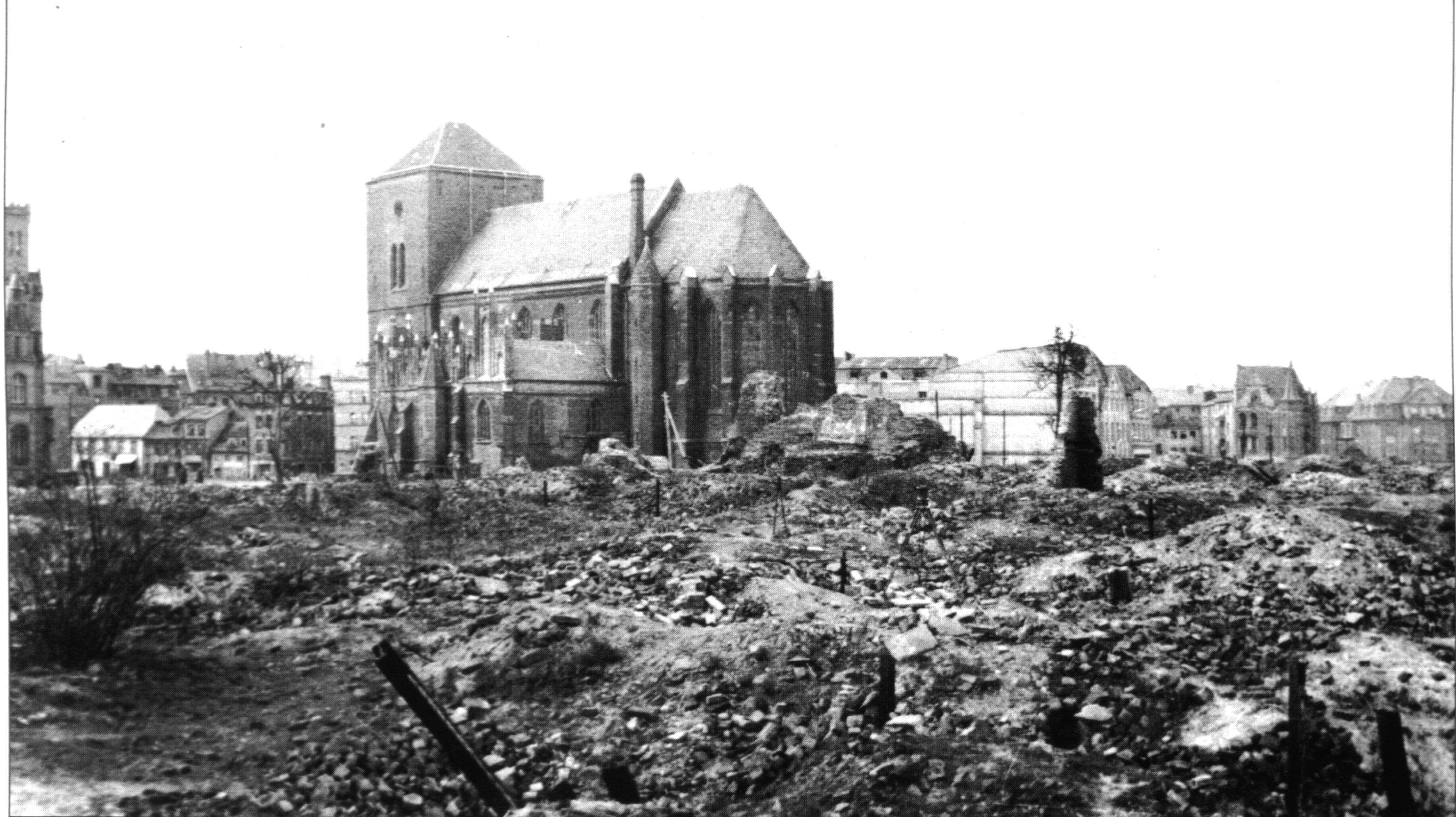
Les ruines de Stolp autour de l'église Sainte-Marie, 1945.

Les dernières élections libres du Reichstag, le 6 novembre 1932 donnèrent à Stolp les résultats suivants : NSDAP 36,1 % ; SPD 24,4 % ; DNVP 23 % ; et le KPD 7,8 %.        
|         | 6 novembre 1932 | 5 mars 1933    | 5 mars 1933     |
| ------- | --------------- | -------------- | --------------- |
|         |                 | Ville de Stolp | Canton de Stolp |
| NSDAP   |                 | 49,1 %         | 55,9 %          |
| SPD     |                 | 22,4 %         | 12,7 %          |
| Zentrum |                 | 1,5 %          | 0,3 %           |
| DNVP    |                 | 18;2 %         | 27,2 %          |
| KPD     |                 | 4,8 %          | 2,3 %           |
| DVP     |                 | 1,0 %          | 0,3 %           |

Durant la Seconde Guerre mondiale, de décembre 1944 au 8 mars 1945, le quartier général de la 1. Flieger-Division (1re division aérienne) de la Luftwaffe allemande se trouvait dans cette ville.
On estime à un millier le nombre des civils allemands qui se sont suicidés dans le cadre des suicides de masse face à l'arrivée de l'Armée Rouge,

### Depuis 1945 - Période polonaise

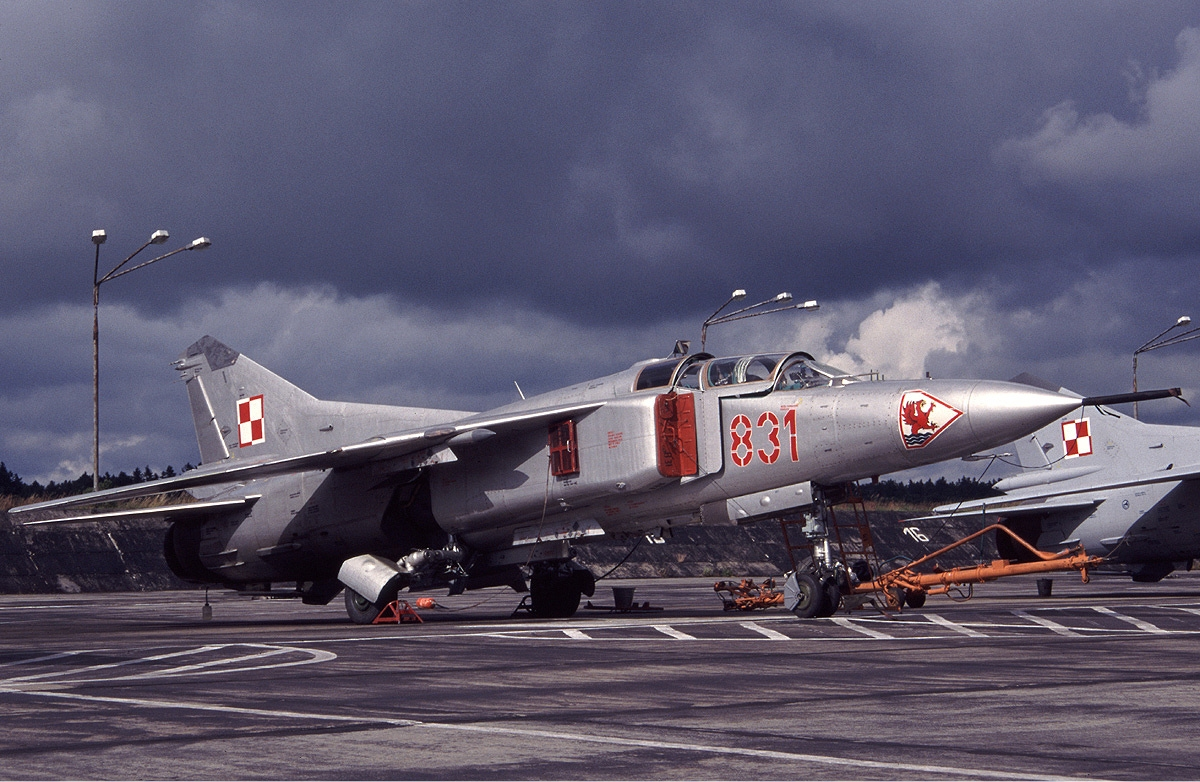
Chasseurs MiG-23 de la Force aérienne polonaise sur la base aérienne de Słupsk, 1995.

La ville de Stolp fut prise par l'Armée rouge, le 8 mars 1945. Une partie du centre-ville fut incendiée par les combats. La population fut évacuée et remplacée par des réfugiés polonais de l'est et des Ukrainiens, d'après les décrets de Bierut. La région fut transférée à ce qui deviendra la république populaire de Pologne en juillet 1945 et son nom officiel devint Słupsk. La ville appartient de 1945 à 1950 à la voïvodie de Szczecin, de 1950 à 1975 à la voïvodie de Koszalin et elle a été le chef-lieu de la voïvodie de Słupsk de 1975 à 1998. Elle fait désormais partie de la voïvodie de Poméranie.

## Secteurs de la ville
La ville est partagée en secteurs:

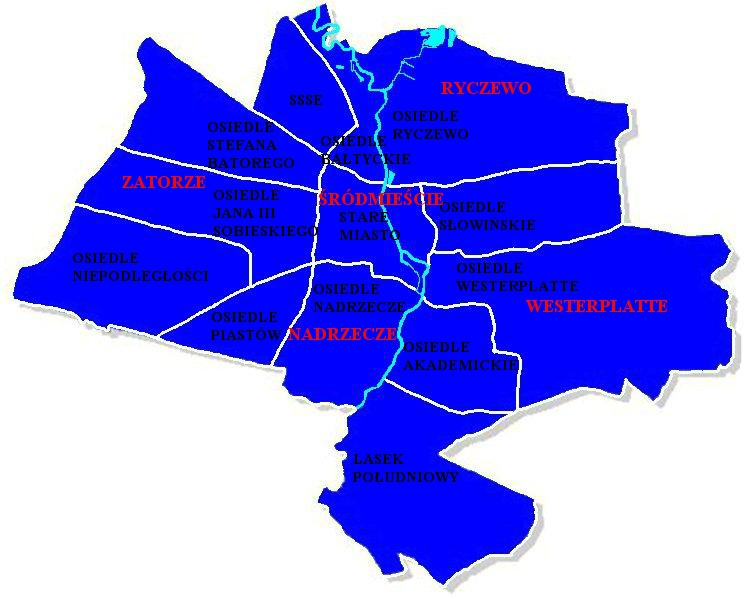

- Nadrzecze (pl) - C'est un quartier résidentiel et industriel de Słupsk, situé sur la rive gauche de la rivière Słupia. Ce quartier est délimité au nord par Śródmieście (le Centre Ville), à l'ouest par la ligne de chemin de fer Królewiec-Gdynia-Słupsk-Koszalin-Szczecin, au sud par la frontière de la ville, et à l'est par la rivière. On y trouve divers entreprises telles que Słupsk Energetyka Cieplna (du groupe Energa), Famarol (usine de machines agricoles) ou Curver.

- Ryczewo (de) (Ritzow en allemand) - Dans les années 1945-1954, il s'agissait de la commune de Ryczewo, au nord de Slupsk. En 1961, les autorités de la ville et du poviat ont demandé leur rattachement à Słupsk, accepté par le Conseil d'Eta avec effet au 31 décembre 1961. Avant 1945, Ryczewo était la partie résidentielle aisée de la ville. Avant guerre, une ligne de chemin de fer reliait Slupsk à Cecenów, et s'arrêtait à Ryczewo. La gare, désaffectée, a été détruite en 2009[11].
- Śródmieście (pl) ("Centre Ville")[12]
- Słupska Specjalna Strefa Ekonomiczna (pl) (SSSE) (Zone Économique Spéciale de Slupsk)[13]
- Westerplatte (pl)
- Zatorze (pl)

## Espaces verts
Słupsk compte plusieurs parcs. Ce sont notamment:
- Park Kultury i Wypoczynku
- Lasek Północny
- Lasek Południowy

## Économie
Le constructeur suédois Scania dispose d'une usine d'assemblage de bus.

## Culture

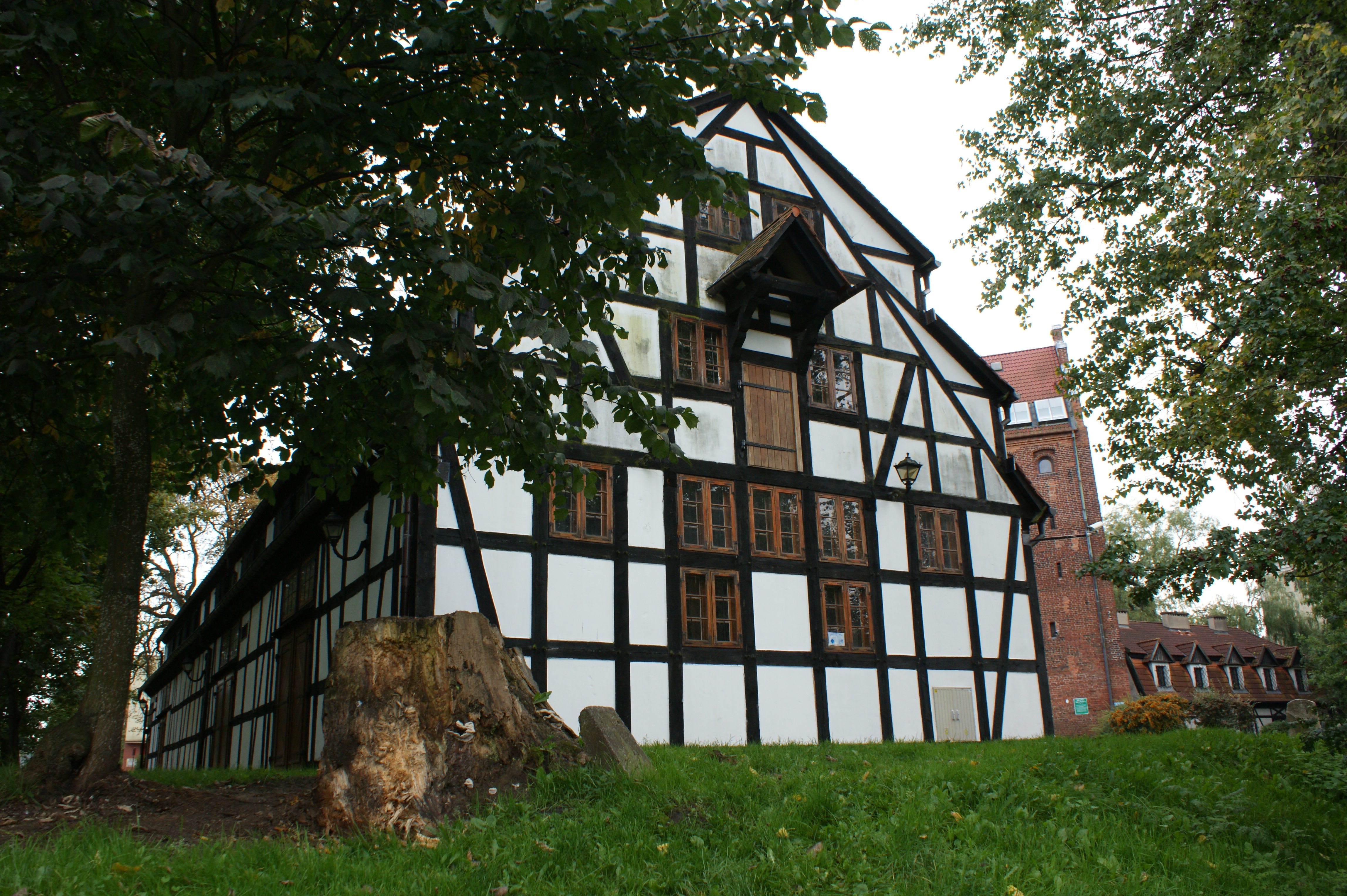
la Grange de Richter

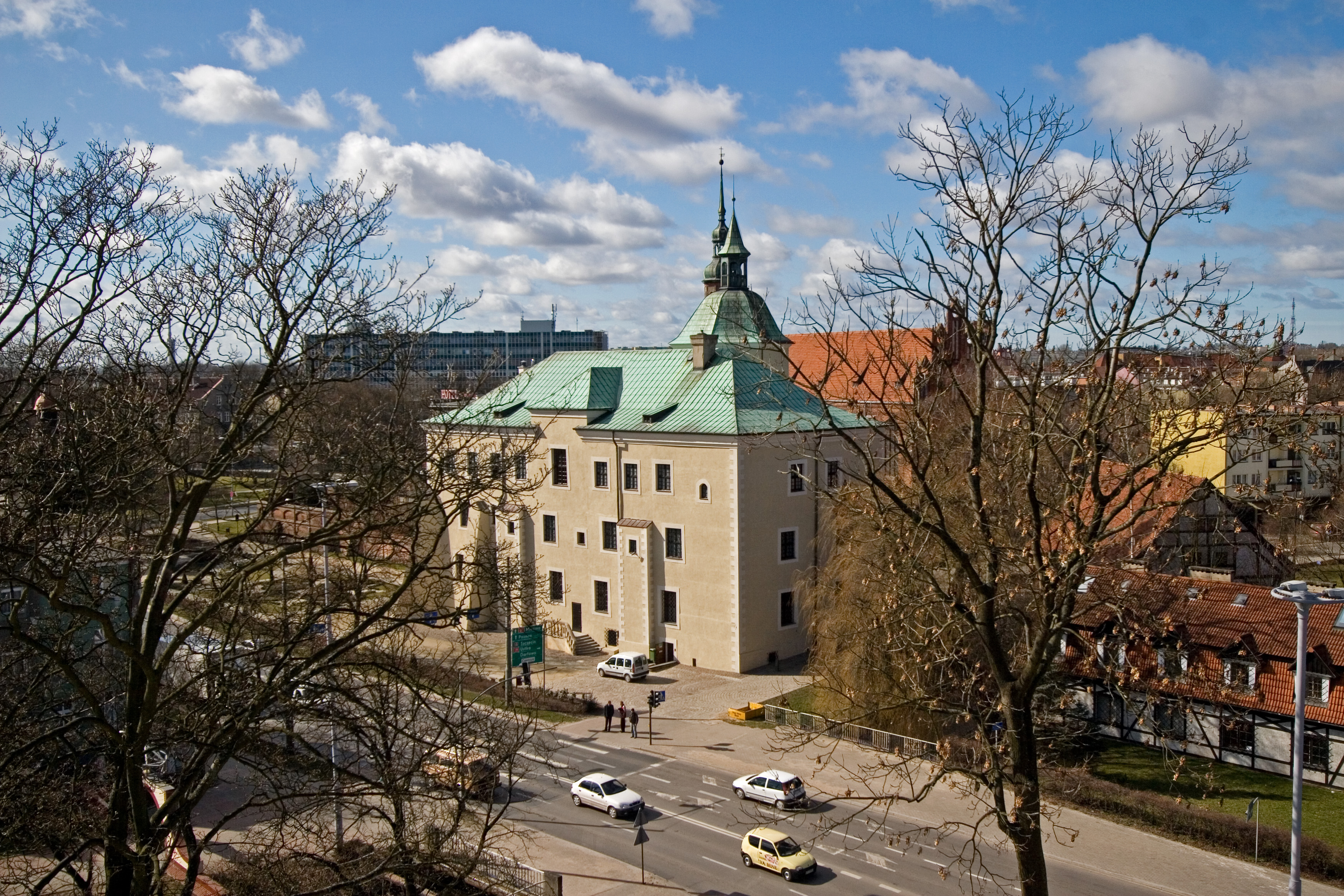
le Château des Ducs de Poméranie

Słupsk compte actuellement trois théâtres:
- le Tęcza ("Arc-en-Ciel"), un théâtre de marionnettes[14]
- le Rondo ("Rond-point")
- le Nowy Teatr ("Nouveau Théâtre")[15]

Le Château des Ducs de Poméranie est un bâtiment somme toute plus modeste que son nom. La construction actuelle date du XVIIIe siècle, mais a été restaurée de fond en comble après la seconde guerre mondiale.   
Le Muzeum Pomorza Środkowego ("Musée de la Poméranie Centrale") est abrité dans le château de Słupsk. Ce musée abrite notamment la plus grande collection d’œuvres de Stanisław Ignacy Witkiewicz, dit Witkacy. 
Le Spichlarz Richtera ("grange de Richter") est un bâtiment de 1780 typique de l'architecture campagnarde de l'époque, qui a été démonté de son lieu d'origine en 1991, et remonté à côté du château. On y trouve une herboristerie ainsi que des expositions du Musée de la Poméranie Centrale.  

## Démographie
- 1812: 5.084 habitants - dont 88 juifs[19]
- 1843: 8.540 habitants - dont 400 juifs[19]
- 1855: 11.135 habitants - dont 600 juifs[19]
- 1871: 16.279 habitants - dont 879 juifs[19]
- 1875: 18.328 habitants[9]
- 1880: 21.591 habitants[9]
- 1885: 22.442 habitants[9]
- 1890: 23.862 habitants - dont 669 catholiques et 832 juifs[9]
- 1895: 24.856 habitants - dont 689 juifs[19]
- 1900: 27.293 habitants - dont 25.628 luthériens, 769 catholiques[9]
- 1905: 31.154 habitants - dont 160 juifs[19]
- 1910: 33.762 habitants - dont 31.728 luthériens, 1.100 catholiques[9]
- 1925: 41.602 habitants - dont 39.678 luthériens, 1.200 catholiques, 18 chrétiens d'autre confession, et 469 juifs[9]
- 1933: 43.220 habitants - dont 43.220 luthériens, 1.275 catholiques, 3 chrétiens d'autre confession, et 389 juifs[9]
- 1939: 48.200 habitants - dont 44.628 luthériens, 1.460 catholiques, 698 chrétiens d'autre confession, et 209 juifs[9]

| 1939   | 1945  | 1950   | 1960   | 1970   | 1980   | 1990   | 1995    | 1999    | 2003   |
| ------ | ----- | ------ | ------ | ------ | ------ | ------ | ------- | ------- | ------ |
| 48 200 | 7 000 | 33 100 | 53 400 | 68 900 | 77 600 | 86 100 | 101 200 | 102 700 | 99 987 |

### Présence juive à Słupsk

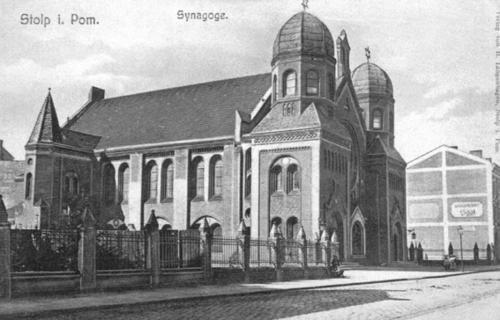
la synagogue de Słupsk

Dans la seconde partie du XIXe siècle, la communauté juive de Słupsk s'est progressivement développée, jusqu'à atteindre 5,4 % de la population.  
Parmi les personnalités issues de cette communauté, on peut citer Otto Freundlich ou Hedwig Lachmann. 
L'ancien cimetière juif, dont il n'existe plus que le bâtiment, témoigne de cette présence passée. En 2009, une rue a été baptisée en l'honneur de Max Joseph, rabbin de Słupsk de 1902 à 1936.
Une synagogue a été construite en 1901–1902, sur les plans d'Eduard Koch. Elle a été incendiée lors de la Nuit de Cristal du 9 au 10 novembre 1938.
Le dernier rabbin de Slupsk a été Wilhelm Teichner, qui a quitté la ville en 1939 pour Shanghai, accompagné d'autres membres de sa communauté.

## Maires de Słupsk
- Włodzimierz Tyras (pl) (1933 - 2003) du 15 décembre 1973 au 23 juin 1975

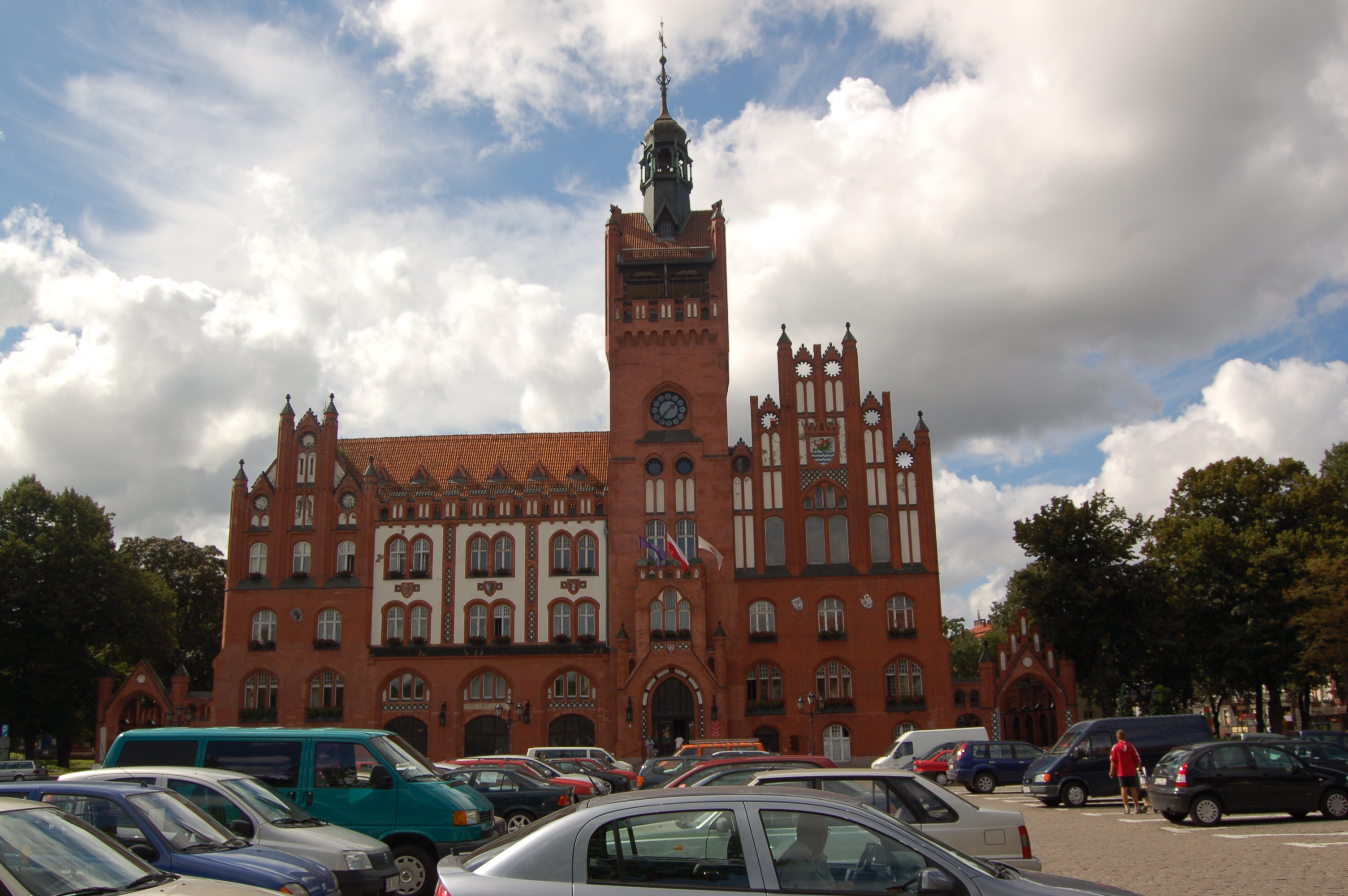
Hôtel de ville inauguré en 1900

- Stanisław Laskus (né en 1931) du 23 juin 1975 au 2 novembre 1979
- Edmund Retzlaff (né en 1930) du 2 novembre 1979 au janvier 1982
- Stanisław Szyszko (pl) (1912-1990), par intérim, du janvier 1982 à mars 1982
- Antoni Bernatowicz (né en 1941) d'avril 1982 à 2 octobre 1986
- Maciej Kobyliński (pl) (né en 1944) du 2 octobre 1986 au 31 octobre 1990

- Wiesław Kurtiak (pl) (né en 1961) du 31 octobre 1990 à septembre 1991
- Teresa Krasowska (pl) (née en 1950) d'octobre 1991 à juillet 1994
- Jerzy Mazurek (pl) (né en 1950) de juillet 1994 à janvier 2002

- Jerzy Wandzel (pl) (né en 1941) de janvier 2002 à 20 novembre 2002
- Maciej Kobyliński (pl) (né en 1944) de 20 novembre 2002 à 6 décembre 2014
- Robert Biedroń (né en 1976) du 6 décembre 2014 au 21 novembre 2018
- Krystyna Danilecka-Wojewódzka (pl) (née en 1953) depuis le 21 novembre 2018[25]

## Personnalités liées à la ville

### Période allemande
- Andreas Stech (1635-1697), peintre baroque
- David Ruhnken (1723-1798), philologue
- Eduard von Bonin (1793-1854), général et ministre de la Guerre prussien
- Otto von Kameke (de) (1826-1899), peintre, membre de l'académie des beaux-arts de Prusse
- Heinrich von Stephan (1831-1897)
- Otto Liman von Sanders (1855-1929)
- Edmund Edel (1863-1934), artiste allemand né dans cette ville
- George Grosz (1893-1959), dessinateur allemand né à Berlin, passe sa jeunesse dans cette ville, où il prend des cours avec un peintre local, Grot.
- Hedwig Lachmann (1865-1918), femme de lettres
- Otto Liman von Sanders, général allemand
- Erwin Bumke (1874-1945), juriste, président du Reichsgericht (la Cour Suprême allemande)
- Otto Freundlich (1878-1943)
- Wolf-Rüdiger von Bismarck (de) (1931-2022), administrateur de l'arrondissement de Plön
- Ulrich Beck (1944-2015), sociologue
- Jürgen von Woyski (1929-2000), artiste contemporain

### Période polonaise
- Halina Aszkiełowicz-Wojno (1947-2018), volleyeuse
- Darius Grala (en) (né en 1964), coureur automobile américain
- Tom Malinowski (né en 1965), homme politique américain né à Słupsk[26]

## Communications
La gare de Słupsk a des connexions avec de nombreuses villes, y compris : 
- Sławno, Koszalin et Szczecin,
- Gdynia et Gdańsk,
- Ustka,
- Miastko et Szczecinek.

## Jumelages
La ville de Słupsk est jumelée avec :
- Carlisle (Angleterre) depuis le 3 avril 1987
- Flensbourg (Allemagne) depuis le 1er juin 1988
- Cartaxo (Portugal)
- Bari (Italie) depuis le 22 juillet 1989
- Vantaa (Finlande) depuis le 8 juin 1987
- Boukhara (Ouzbékistan) depuis le 8 avril 1994
- Fredrikstad (Norvège) depuis le 11 octobre 2012
- Arkhangelsk (Russie) depuis le 29 juin 1989
- Hrodna (Biélorussie)
- Xiamen (Chine)
- Vordingborg (Danemark) depuis le 13 mai 1994